# Geelberg
Geelberg is een landduin in de bossen van Vogelsanck bij Zonhoven in de Belgische provincie Limburg. Het gelijknamige 21 hectare grote natuurgebied wordt beheerd door Limburgs Landschap vzw. Het westelijk deel is in beheer van het Agentschap voor Natuur en Bos. Het maakt deel uit van de vijverregio De Wijers.
Het duin is beplant met grove den, weymouthden en enkele zeedennen. In de Laambeekvallei bevindt zich verder een van oudsher kleinschalig ingericht agrarisch gebied. Door de aanleg van de A2/E314 is het afgesneden van natuurgebied Laambroeken, terwijl tevens de loop van de Laambeek werd gewijzigd. Opvallend in het gebied zijn de kades rond de voormalige Begijnenvijver, nu een weiland. De vijver werd vroeger van water voorzien vanuit de Laambeek in het aangrenzende natuurgebied de Kolveren. 
Beheersmaatregelen zijn er op gericht om het oude landschap te herstellen, onder andere door moerasvegetaties langs de beek en waterpartijen tot ontwikkeling te laten komen. In nieuw aangelegde vijvers vindt men meerdere libellensoorten, waaronder de tengere grasjuffer en waterkruiskruid. Ook is de blauwborst er waargenomen. Verder wordt de variatie in het landschap te vergroot door meer overgangen te scheppen, waarbij houtkanten, hooilanden en bosjes elkaar afwisselen. Een van de beheermiddelen bestaat uit begrazing.